# Teatro de Epidauro
El teatro de Epidauro es un teatro antiguo de Epidauro, (Argólida), edificado en el siglo IV a. C., hacia el 350 a. C. para acoger las Asclepeia, concurso en honor del dios médico Asclepio. Es el modelo de numerosos teatros griegos y, seguramente, el más icónico de todos ellos y considerado el más perfecto acústicamente.
Por su excepcional arquitectura y estética, el teatro fue inscrito en la lista del Patrimonio de la Humanidad de la UNESCO en 1988 junto con el Santuario.

## Historia
A principios del siglo IV a. C., tenía lugar una fiesta panhelénica cada cuatro años en Epidauro, en el santuario de Asclepio, las Asclepeia, en la que se combinaban pruebas gimnásticas y musicales.
Es probable que el teatro fue la obra del arquitecto y escultor Policleto el Joven que lo situó a 500 m al sudeste del santuario de Asclepio, sobre un lugar que permitió adosar el koilon (conjunto de gradas) en el flanco de la colina. Los trabajos comenzaron hacia el año 330 a. C.
Se sabe que el teatro y el santuario fueron saqueados en 267 d. C. por los hérulos, y después en 395 d. C. por los godos de Alarico I. Sin embargo, los estragos quedaron limitados. De todos los teatros antiguos, el teatro de Epidauro es el mejor conservado y está poco restaurado. 
Hasta principios del XIX, el teatro se consideraba desaparecido. Posteriormente el viajero inglés W. Gell, reveló el plano de las ruinas. Cerca de este mítico lugar, en la ciudad de Epidauro, se estableció en 1822 el primer gobierno revolucionario griego y se firmó la primera Constitución griega, proclamándose la independencia de Grecia.

## Estructura

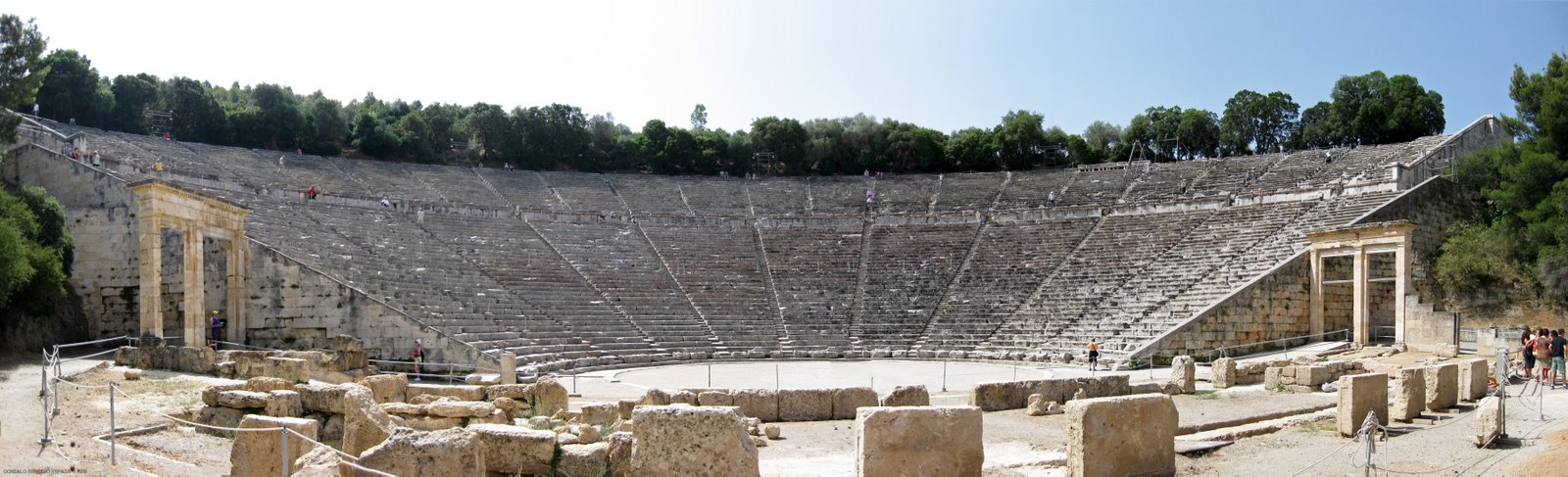
Teatro de Epidauro

El edificio podía albergar, tras la construcción de un terraplén y de gradas suplementarias, a 12 000 espectadores. Se compone de una orchestra (la escena) circular de tierra batida de casi 25 m de diámetro, rodeada por un graderío ultrasemicircular, dividido en dos niveles por una galería, el diazoma. El nivel inferior cuenta con 32 filas de gradas, divididas en 12 secciones triangulares (kerkides) por 11 escaleras. El nivel superior cuenta con 20 filas de gradas y 22 kerkides. Las gradas existen aún en gran parte. El edificio de la escena es de piedra y está dotado de un piso, con dos salidas laterales provistas de puertas. D̩e la escena solo quedan los cimientos.

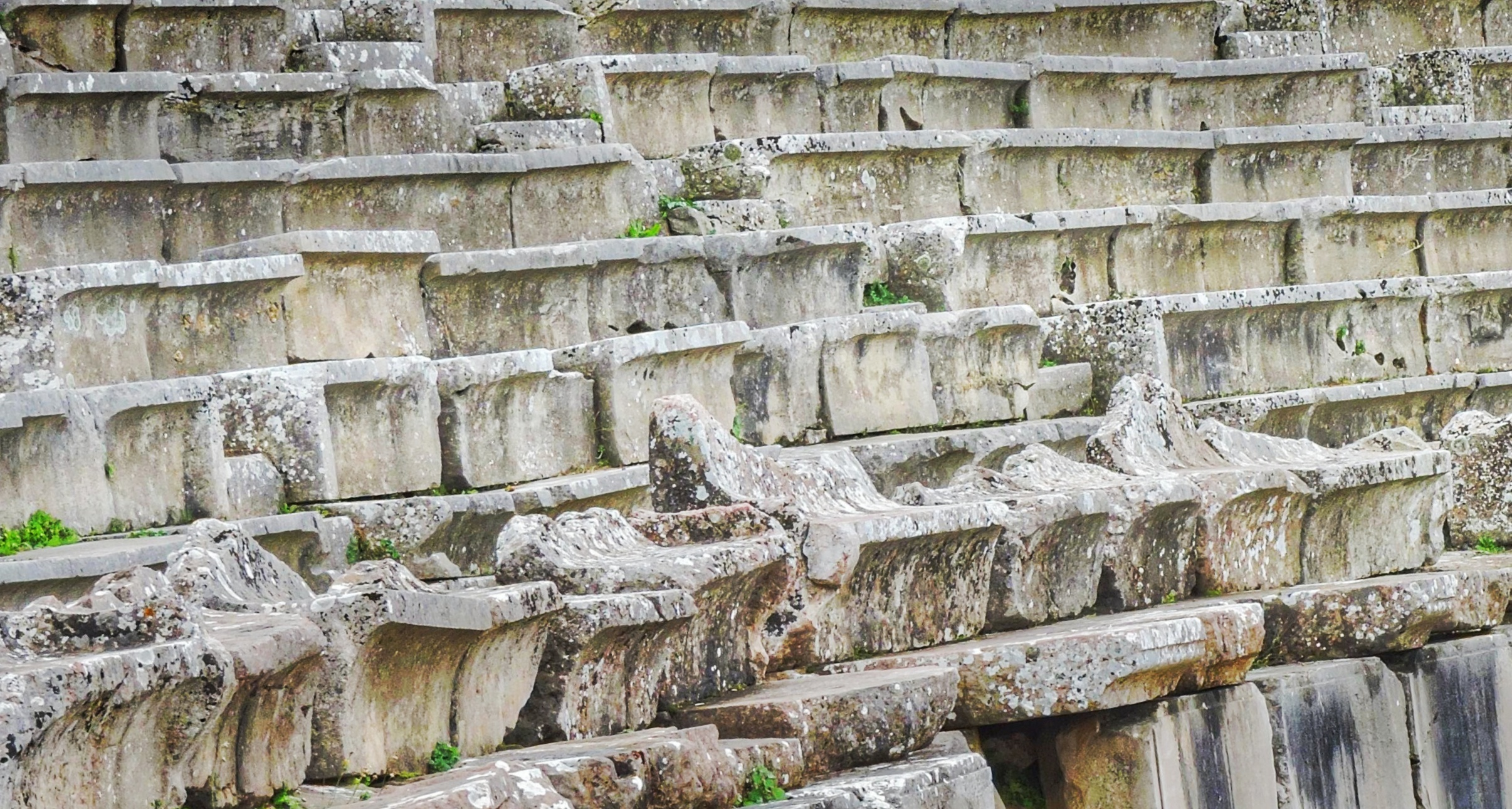
Detalle de las gradas

̟Los asientos eran de piedra; los preferentes (proedia) tenían respaldo y brazos. Los demás carecían de respaldo y su parte frontal era hueca para que sus ocupantes pudieran echar los pies para atrás para cuando otros espectadores pasaban frente a ellos. Estos asientos medían unos 75 cm de ancho y su altura oscilaba entre unos 33 cm en el primer piso y unos 43 en el segundo.
La acústica del teatro de Epidauro es excepcional: desde la parte más alta de las gradas se puede oír a los actores hablando en voz baja. Actualmente aún tienen lugar representaciones. Se cree que este teatro pudo alcanzar una capacidad límite de más de 14 000 espectadores en total, lo cual lo convierte en uno de los teatros antiguos más grandes y con mayor aforo.
El edificio se ha convertido en el símbolo del teatro griego antiguo. Algunas célebres representaciones modernas incluyen a la actriz Katina Paxinou y la soprano Maria Callas en la ópera Medea.

## Excavaciones
La primera excavación sistemática del teatro comenzó en 1881 por la Sociedad Arqueológica, bajo la dirección del arqueólogo Panayis Kavvadias. Se conserva en muy buen estado gracias a las restauraciones de P. Kavvadias (1907), de A. Orlandos (1954-1963) y del Comité de Conservación de los Monumentos de Epidauro (1988 a 2016). Con los trabajos realizados, el teatro se ha recuperado —excepto el edificio escénico— casi en su totalidad en su forma original.